# Anachis fayae
Anachis fayae är en snäckart som beskrevs av Keen 1971. Anachis fayae ingår i släktet Anachis och familjen Columbellidae. Inga underarter finns listade i Catalogue of Life.